# Вася Обломов
Васи́лий Влади́мирович Гончаро́в (род. 21 марта 1984, Ростов-на-Дону) — российский музыкант, вокалист, поэт, композитор и музыкальный продюсер. Основатель и лидер группы «Чебоза». Более известен как Вася Обломов в связи с созданием одноимённого музыкального проекта. Один из основателей и участник музыкально-поэтического проекта «Господин хороший». Общественный деятель.

## Ранние годы
Учился в Ростове-на-Дону в школах № 107 (до 10 класса) и № 34 (10 и 11 класс). Окончил исторический факультет Ростовского государственного университета. Имеет второе высшее образование (юридическое).

## Музыкальная карьера

### 1999—2009 годы
С 1999 года является лидером группы «Чебоза». Стал широко известен под именем Вася Обломов благодаря одноимённому музыкальному проекту. Помимо деятельности в группе, в 2008 году выступил музыкальным продюсером альбома Вячеслава Бутусова «Модель для сборки». В 2009 году спродюсировал новую песню для Михаила Боярского (песня Виктора Резникова «Всё пустое»).

### 2010 год
В мае 2010 года под псевдонимом Вася Обломов загрузил в интернет мультипликационное видео на песню «Магадан», которое вскоре стало популярным, собрав к августу более 300 тыс. просмотров, что по тем временам было большим достижением. «Магадан» — полная сарказма история, высмеивающая массовую культуру России. Песня стала настолько известной, что телеканал НТВ снял сюжет о ней. В июле клип появился в эфире телеканала A-One. В августе «Наше радио» начало ротацию «Магадана», а в сентябре Василий представил песню на СТС в программе «Видеобитва». Ролик стал победителем программы. 12 сентября в телевизионной программе «Yesterday live» на «Первом канале» песня «Магадан» была впервые исполнена вживую. В программе коллектив назвали «Вася Обломов и его друзья». Осенью в интернете появились ещё две песни Васи Обломова: «Кто хочет стать милиционером?» и «С чего начинается Родина». Обе песни также вызвали интерес со стороны СМИ. НТВ показало в воскресном эфире выступление Обломова, а РЕН ТВ сняло его в фильме про музыкантов и политику. Количество просмотров видео «Магадан» на YouTube перевалило за миллион. 16 декабря в российском прокате стартовал фильм Тимура Бекмамбетова «Ёлки», в саундтрек которого вошла песня «Магадан». 24 декабря дал первый сольный концерт в московском China-Town-Cafe. Специальным гостем концерта стал Александр Пушной. Концерт прошёл с аншлагом.

### 2011 год
1 января 2011 года Первый канал показал концерт «20 лучших песен года», где среди прочих участников Вася Обломов и его друзья исполнили свой шлягер. В начале года Вася Обломов сыграл концерт «Вася Обломов и Группа „Чебоза“» для A-One, где представил песни двух музыкальных проектов. В конце февраля в сети появилось чёрно-белое видео на песню, написанную от лица героя песни «Еду в Магадан». Трек озаглавлен «Вася Обломов и г. „Ленинград“ — От души». В видеоклипе Вася Обломов и Сергей Шнуров появляются в кадре непрерывно движущейся камеры. Песня сразу попала в эфир «Нашего радио» и вызвала недоумение у слушателей, так как ни Вася Обломов, ни Сергей Шнуров никаких комментариев по поводу трека так и не дали.
4 июня презентовал альбом «Повести и рассказы». Презентация состоялась в Москве в клубе «Точка». 7 июля в Санкт-Петербурге получил премию «Степной волк» в номинации «Интернет». На премии Вася в компании Сергея Шнурова и Noize MC исполнил новую песню с припевом «Любит наш народ всякое говно». 9 июля Вася Обломов выступил на главной сцене юбилейного фестиваля «Нашествие». В тот же день он появился на Позитивной сцене во время выступления Noize MC. Вместе они исполнили кавер на песню «Еду в Магадан». 19 июля Вася Обломов выложил в сеть новый клип на песню «УГ». Буквально за сутки ролик собрал больше 100 000 просмотров. Помимо Васи Обломова в клипе снялся известный российский актёр Михаил Ефремов. В сентябре совместно с Сергеем Шнуровым и Noize MC выпустил клип на совместную песню под названием «Правда». Авторы песни высмеивают вкусы жителей России. Припевом стала переработанная строчка Егора Летова «Любит народ наш всякое говно». В октябре принял участие в съёмках клипа группы Каста «Такое чувство». В одном из выпусков проекта «Гражданин поэт» актёр Михаил Ефремов в образе Гоголя впервые прочитал рэп. Музыку к этому выпуску написал Вася Обломов. В начале ноября вышел клип на песню «Письмо счастья». Помимо Обломова в клипе снялся известный рэпер Ноггано, актёр Максим Виторган и писатель Сергей Минаев. По сюжету песни «согласные» алкаши пишут письмо премьер-министру и славят все его поступки. Песня одновременно высмеивает нынешнюю власть и её электорат.

### 2012 год
29 февраля 2012 года на телеканале «Дождь» состоялась премьера песни «Пока, Медвед!», которую Вася Обломов записал вместе с Ксенией Собчак и Леонидом Парфёновым. Песня написана от лица российского народа и упрекает президента Дмитрия Медведева в том, что он не принимает участие в предвыборной политической жизни страны. Всего за один день ролик собрал более миллиона просмотров.
5 марта в Москве в зале Crocus City Hall состоялись похороны проекта «Гражданин поэт». Вася Обломов стал одним из специальных гостей вечера. Вместе с Михаилом Ефремовым они исполнили «Гоголевский рэп про Тимошенко», музыку к которому написал Вася Обломов. В тот же вечер Василий исполняет ещё один номер совместно с Глебом Самойловым. 1 мая Вася Обломов вместе с режиссёром Кириллом Серебренниковым в центре современно искусства «Винзавод» провели концерт «Вася и Отморозки. Песни Революции». Весь вечер актёры «Седьмой студии» Кирилла Серебренникова и Вася Обломов исполняли различные революционные песни. Ведущим концерта стал Леонид Парфёнов. Под занавес мероприятия Вася Обломов вместе с Ксенией Собчак и Леонидом Парфёновым впервые живьём исполнили песню «Пока, Медвед!». В середине мая состоялась премьера клипа ещё одной песни в составе Обломов — Собчак — Парфёнов под названием «ВВП». 28 июня песня «Пока, Медвед!» стала лауреатом премии «Степной Волк 2012» в номинации «Нечто». Песня «Ритмы окон» стала заглавной темой в фильме «Духless». Премьера фильма прошла на Московском международном кинофестивале. Вася Обломов появился на сцене фестиваля вместе с создателями картины. В июле вышел клип на песню «Ритмы окон», снятый Маратом Адельшиным.

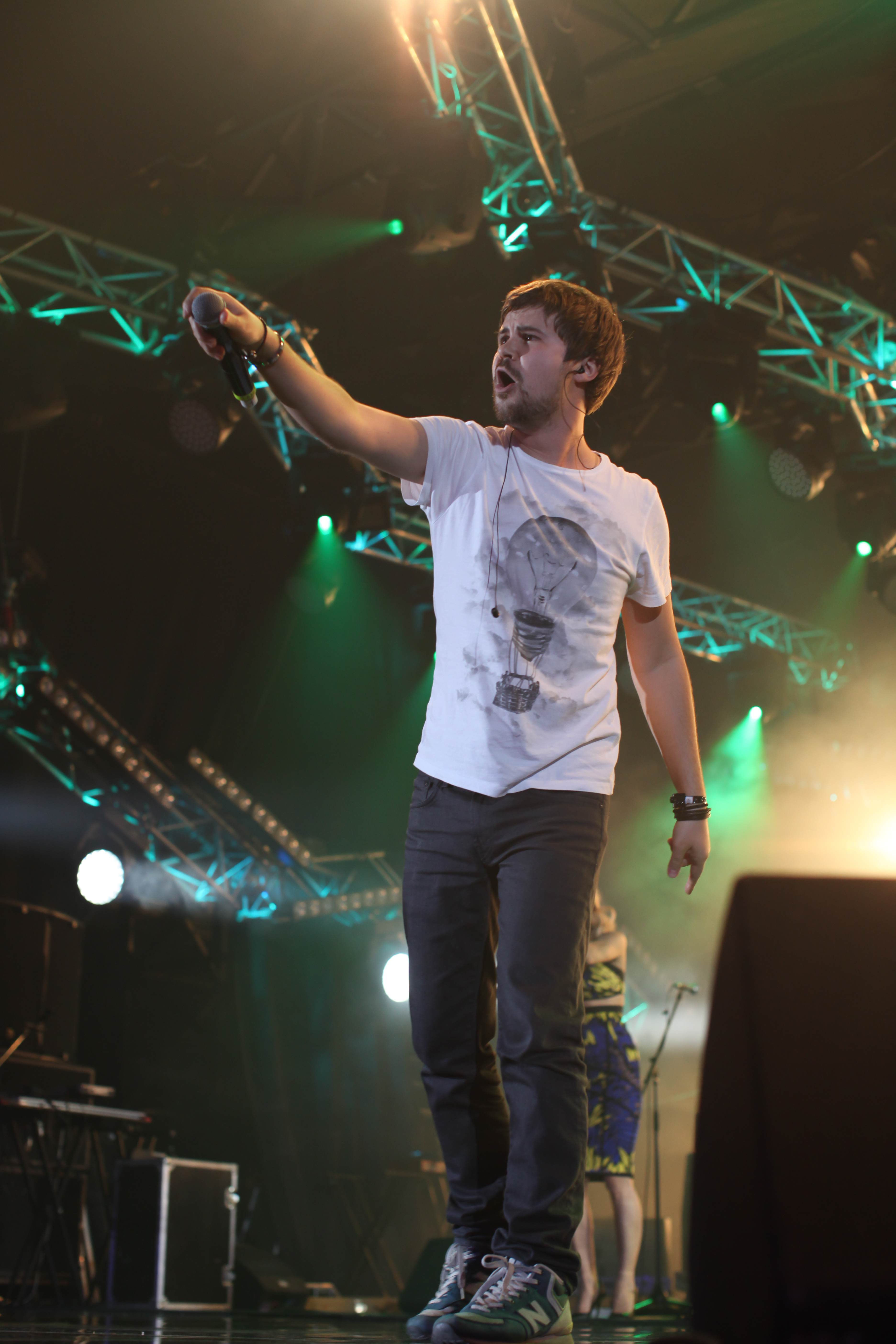
20 years of Runet, 2014 год

22 ноября сыграл концерт-презентацию второго альбома «Стабильность» в столичном клубе Arena Moscow. Среди гостей концерта был и Гарик Сукачёв, исполнивший с Обломовым его новую песню «Грёбаный стыд», не вошедшую пока ни в один альбом. Альбом «Стабильность» в первые 3 недели работы русского iTunes занимал второе место по продажам.

### 2013 год
В Новогоднюю ночь 2012/2013 на канале «Дождь» состоялась премьера третьего клипа проекта Обломов — Собчак — Парфёнов на песню «Рэп-молебен», которая посвящена противоречивым событиям, происходившим в стране в течение 2012 года. В конце февраля Обломов выложил новый клип на песню «Пора валить», который за неделю собрал 500 тыс. просмотров. 10 марта Вася Обломов с аншлагом сыграл большой сольный концерт «На благо всех россиян» в открывшемся театральном Гоголь-центре. Художественный руководитель театра Кирилл Серебренников в начале концерта представил музыканта, а во время песни «УГ» появился на сцене и вместо положенного по тексту комментария похвалил артиста. Концерт Васи Обломова стал первым концертом в большом зале «Гоголь-центра». В начале марта Вася Обломов стал участником проекта «Господин хороший», ставшего продолжением проекта «Гражданин поэт». 21 марта получил премию «Золотой джокер» журнала Maxim в номинации «Музыка». В середине июля проект «Господин хороший» закрылся, и в конце августа Вася Обломов выпустил альбом «Ломки Васи Обломова», который полностью состоял из написанных для проекта музыкальных номеров.

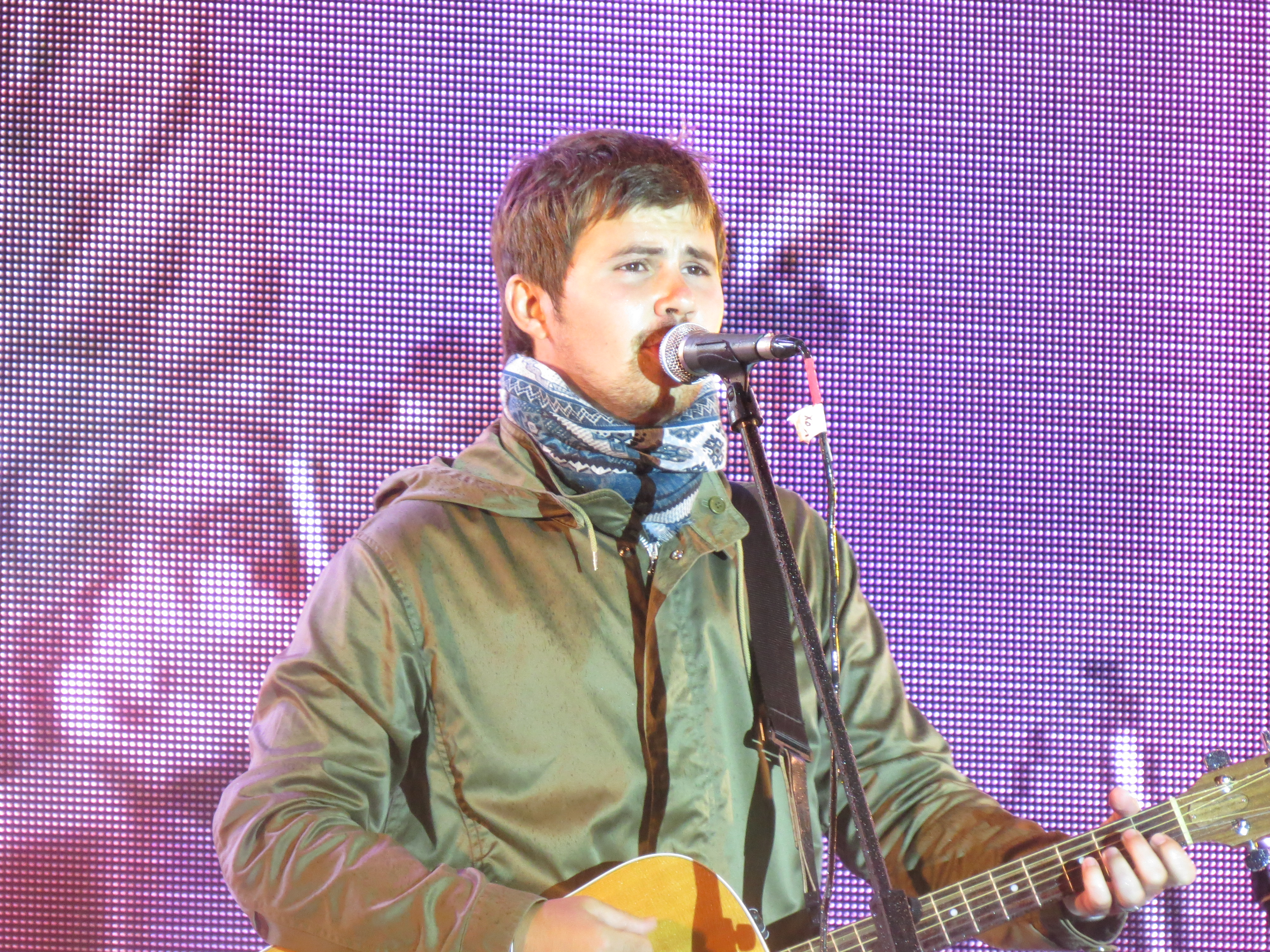
Вася Обломов на концерте-митинге в поддержку кандидата в мэры Москвы Алексея Навального на проспекте Сахарова 6 сентября 2013 года

9 октября Вася Обломов стал лауреатом премии «Сделано в России» в категории «Музыка», обойдя в этой номинации Земфиру. В начале декабря вышел клип на песню «Грёбаный стыд». По сюжету Вася Обломов и Гарик Сукачёв выступают в лимузине на чьём-то дне рождения. В декабре Вася Обломов стал одним из членов жюри фестиваля документального кино «Артдокфест». Остальными членами жюри стали Павел Лунгин и Ирина Прохорова.

### 2014 год
В феврале 2014 года выпустил клип на песню «Я шагаю по Москве», в котором снялся Артём Михалков. В апреле вышел клип «Своих не бросаем», посвящённый бегству президента Януковича из Украины. Летом вышел клип на песню «ИМХО», лирический герой которой возмущённо обращается к Васе Обломову и требует от него песен про Крым, и «Песня военных лет», высмеивающая политический строй в России. В сентябре в широкий прокат вышел фильм «Корпоратив», одну из ролей в котором сыграл Вася Обломов. В ноябре Вася Обломов стал гостем программы «Вечерний Ургант» и выпустил мультипликационный клип на песню «Национальная идея». Ролик нарисовал Егор Жгун.
5 декабря в Центральном доме художника с успехом прошла презентация четвёртого альбома Васи Обломова, который получил название «Многоходовочка!». Гостем концерта был Глеб Самойлов, спевший с Васей песню «Доброта». В альбом вошло 13 песен, среди которых одна была написана на стихи Иосифа Бродского, а другая на стихи Сергея Есенина. Первые 2 недели альбом пребывал на верхних строчках российского магазина iTunes. Газета «Коммерсантъ» включила альбом в 10 лучших российских музыкальных релизов зимы.

### 2015 год
В феврале 2015 года записал заглавную песню к фильму «Духless 2». Трек получил название «Memento Mori». В конце марта на экраны страны вышла комедия «Призрак». Заглавную песню к фильму написал Вася Обломов, а исполнили её актёры главных ролей: Фёдор Бондарчук и Семён Трескунов. 2 апреля в Московском клубе Yotaspace с аншлагом прошёл большой концерт, посвящённый пятилетию песни «Еду в Магадан». Программу так и назвали «Еду в Магадан. Пять лет — не срок!». В середине апреля вышел клип на песню «Многоходовочка!», главную роль в котором сыграл известный российский актёр Павел Деревянко. Летом вышел клип на песню «Так говорил Табаков», посвящённую скандальному высказыванию актёра об украинцах. Осенью состоялась премьера клипа совместную с Глебом Самойловым песню «Жить всегда». В кадре: горящие фотографии российских деятелей науки и культуры XX века, пострадавших от политических репрессий, среди которых Николай и Лев Гумилёвы, Осип Мандельштам, Борис Пастернак, Исаак Бабель, Лев Ландау, Даниил Хармс, Анна Ахматова, Всеволод Мейерхольд и другие.

### 2016 год
Зимой 2016 года презентовал свой первый живой альбом под названием «Живее всех живых». В марте вышел клип на песню «Трагедия», снятый режиссёром Михаилом Сегалом. В клипе в провинциальный город на автобусную остановку прилетает летающая тарелка, но жители города так погрязли в своих повседневных заботах, что появление НЛО их волнует меньше, чем приезд долгожданного автобуса, в который в конце клипа они садятся и уезжают. 15 июня Вася Обломов выпустил клип на песню «Во внутренней эмиграции» где в главной роли снимается Андрей Васильев. Данная композиция стала очередным сотворчеством Васи Обломова с Леонидом Кагановым. В июле 2016 Первый Канал в своём онлайн-кинотеатре выпустил сериал режиссёра Павла Бардина «Салам Масква», всю музыку к которому написал Вася Обломов. Продюсером сериала стали Константин Эрнст и Денис Евстигнеев. В одной из серий снялся в эпизодической роли полицейского. Осенью Вася Обломов сообщил в Твиттере, что работает над новым альбомом, с рабочим названием «Во грехе». 12 сентября Вася Обломов выпустил клип на свою новую песню «Ничего страшного». 31 октября во время своего участия в эфире радиостанции «Эхо Москвы» объявил об изменении названия своего альбома — «Долгая и несчастливая жизнь». 14 ноября выпустил клип на новую песню «Адекватный Ответ».

### 2017 год
3 февраля 2017 года увидел свет пятый студийный альбом под названием «Долгая и несчастливая жизнь». В пластинку вошло 16 песен, среди которых дуэты с Глебом Самойловым, Павлом Чеховым. В четырёх песнях звучит флейта Яна Николенко. Песня «Живи», написанная для фильма «Призрак», была перезаписана для альбома в сопровождении детского хора. Альбом сразу оказался на первом месте по продажам Itunes в России и Украине. Песня «Прощай», записанная в дуэте с Павлом Чеховым, попадает в ротацию на Наше Радио, а 13 февраля на заглавную песню альбома выходит клип, снятый на берегу океана. 28 марта в Театре имени Моссовета состоялось вручение национальной премии Российской академии кинематографических искусств «Ника». Сериал режиссёра Павла Бардина «Салам Масква», музыку к которому написал Вася Обломов, получил приз «За творческие достижения в искусстве телевизионного кинематографа». Вася Обломов выступил на премии, исполнив заглавную песню из фильма «Я шагаю по Москве». Выступление Василия, как и вручение сериалу премии, было вырезано из телевизионной трансляции на НТВ. 18 мая 2017 выпустил клип на песню «Нести херню». В съёмках принял участие журналист Юрий Дудь. Сатирическое видео иллюстрирует, как власть может манипулировать общественным мнением через СМИ.

### 2018 год
В марте 2018 года вышел клип на новую песню «Жизнь налаживается», главный герой в котором живёт в 2068 году. Герой (которого в клипе сыграл сам Обломов) поёт о том, как прекрасна его жизнь в России. Он находит капсулу времени, заложенную 50 лет назад, в 2018 году. Послание потомкам представляет собой горсть шелухи от семечек и лист бумаги с написанным на нём нецензурным словом из трёх букв.
В апреле 2018 года вышел ролик на новую песню под названием «Город-Зад». Песня, обыгрывающая своим размером знаменитое стихотворение Владимира Маяковского про Город-Сад и рассказывающая историю, как вместо прекрасного места жители построили нечто чудовищное. Летом 2018 у Обломова вышел ролик на сатирическую песню под названием «Спортивная», рассказывающий о разгоревшихся в обществе баталиях из-за внезапных побед Российской Сборной по футболу на проходившем в Москве Чемпионате мира.
В ноябре 2018 выпустил сатирический клип на песню «Рэп, устремленный в будущее», информационным поводом к которой стало прозвучавшее на фоне запретов концертов предложение чиновников финансово поддерживать рэп-исполнителей. Песня рассказывает о гипотетической ситуации, при которой рэпер приходит в министерство к чиновникам, обсуждает темы для создания нового альбома и получает финансирование.
26 декабря 2018 года у Васи Обломова родился сын.

### 2019 год
В апреле 2019 года выпустил видеоклип на песню «Добро пожаловать», главную роль в котором сыграл известный российский актёр Михаил Горевой. Клип снят в виде антиутопии. По сюжету герой Обломова попадает в некое исправительное медицинское учреждение, где ему главный врач (Горевой) доходчиво объясняет его права и обязанности. Обломова стригут налысо и отправляют в газовую камеру, после чего, находясь в камере даже с открытой дверью, герой Обломова не хочет бежать, демонстрируя на практике так называемую выученную беспомощность. В апреле Обломов анонсировал выход своего шестого альбома под названием «Этот прекрасный мир».
19 апреля вышел шестой полноценный альбом под названием «Этот прекрасный мир». В день релиза альбом попал на второе место по продажам в российском Itunes. Неделю спустя пластинка заняла первое место. Примечательно, что в первую неделю продаж альбом также занял 1-е место в топ-200 в Украине, 131-е место в топ-200 в Великобритании и 12-е место в топ-200 в Швейцарии в жанре хип-хоп/рэп.

## Политические взгляды
Известен своей активной гражданской позицией. 24 декабря 2011 года он был одним из немногих российских музыкантов, выступивших на митинге за честные выборы, который состоялся на проспекте Сахарова. В начале сентября 2013 года Вася Обломов исполнил несколько песен на проспекте Сахарова на концерте в поддержку кандидата в мэры Москвы Алексея Навального. По мнению Васи Обломова:
Символом России может стать не георгиевская лента, а изоляционная
Из-за своих политических взглядов Вася Обломов оказался в опале, был включён «патриотичными журналистами» в список т. н. «национал-предателей», также был отменён ряд его концертов.
Широкое распространение в интернете получила следующая цитата Обломова:
Я не понимаю, когда меня обвиняют в нелюбви к России. Я не люблю идиотов. Они почему-то думают, что они и есть Россия, хотя они просто идиоты.
По прошествии протестов 23 января 2021 года, состоявшихся в поддержку Алексея Навального, Василий написал песню «Запотело моё забрало», основанную на инциденте с Маргаритой Юдиной, которую росгвардеец ударил ногой в живот.
Выступил против вторжения России на Украину:
Война РФ против Украины — это ужас, стыд и позор. Украина не представляет никакой угрозы для России. После «Майдана» Украина дважды выбрала себе на выборах президента (причем разных) и имеет полное право жить так, как считает нужным. Я не верю заявлениям Владимира Путина о том, что украинский народ находится под властью «нацистов» и нуждается в том, чтоб его «освободили».
В 2022 году покинул Россию и переехал в Лос-Анджелес.
25 апреля 2025 года Министерством юстиции России был внесён в список физических лиц — «иностранных агентов».

## Видео

### Повести и рассказы
- Вася Обломов — Еду в Магадан
- Вася Обломов и группа Ленинград — От души (2011)
- Вася Обломов — Кто хочет стать милиционером
- Вася Обломов — Начальник
- Вася Обломов — С чего начинается Родина
- Вася Обломов — УГ (главную роль в клипе исполнил Михаил Ефремов)
- Вася Обломов — Одноклассники
- Вася Обломов и Ноггано — Письмо счастья

### Стабильность
- Вася Обломов, Noize MC и Сергей Шнуров — Правда
- Вася Обломов, Ксения Собчак и Леонид Парфёнов — Пока, Медвед!
- Вася Обломов — Намедни
- Вася Обломов, Ксения Собчак и Леонид Парфёнов — ВВП
- Вася Обломов и Павел Чехов — Ритмы окон
- Вася Обломов — Поганенький у нас народ
- Вася Обломов, Ксения Собчак и Леонид Парфёнов — Рэп-молебен
- Вася Обломов — Жаль
- Вася Обломов — Роме пришла повестка
- Вася Обломов — Пора валить
- Вася Обломов — Я шагаю по Москве

### Ломки Васи Обломова
- Вася Обломов — Самый сочь
- Вася Обломов — Всегда готовченко
- Вася Обломов — Встань-ка страна огромная
- Вася Обломов — Смысл Ж
- Вася Обломов — Налёт Якубовича
- Вася Обломов — НечисTOTAL
- Вася Обломов — Космос, короче
- Вася Обломов — Русская народная
- Вася Обломов — Пятиминутка ненависти
- Вася Обломов — Комариная песня
- Вася Обломов — Бой-бабы
- Вася Обломов — Идёт ЕГЭ, качается
- Вася Обломов — К лесу задом
- Вася Обломов — Поезд верности
- Вася Обломов — О кастах в России

### Многоходовочка!
- Вася Обломов — ИМХО
- Вася Обломов — Доброта
- Вася Обломов — WIFI
- Вася Обломов — Многоходовочка!
- Вася Обломов и Гарик Сукачёв — Грёбаный стыд
- Вася Обломов — Пора валить
- Вася Обломов — Письмо Санта-Клаусу
- Вася Обломов — Когда-нибудь

### Долгая и несчастливая жизнь
- Вася Обломов и Глеб Самойлов — Жить всегда
- Вася Обломов — Во внутренней эмиграции
- Вася Обломов — Ничего страшного
- Вася Обломов — Адекватный ответ
- Вася Обломов — Долгая и несчастливая жизнь
- Вася Обломов — Нести херню
- Вася Обломов — Прощай

### Этот прекрасный мир
- Вася Обломов — Жизнь налаживается
- Вася Обломов — Город-Зад
- Вася Обломов — Добро пожаловать
- Вася Обломов — Беги, дружище, беги

### Колыбельная
- Вася Обломов — Колыбельная

### Вне альбомов
- Вася Обломов — Своих не бросаем
- Вася Обломов — Песня военных лет
- Вася Обломов — Иногда это так. Видео выпущено 23 декабря 2019 года на одноимённом YouTube-канале. Видео в формате заоконной панорамы, под которую и звучит сама песня. На видео дополнительно наложен эффект старой коричневой пленки.
- Вася Обломов и Андрей Макаревич — Жизнь сложная
- Вася Обломов — Теперь далеко отсюда. Песня выпущена после смерти Алексея Навального.

## Дискография

### Студийные альбомы
- 2011 — «Повести и рассказы»
- 2012 — «Стабильность»
- 2013 — «Ломки»
- 2014 — «Многоходовочка!»
- 2017 — «Долгая и несчастливая жизнь»
- 2019 — «Этот прекрасный мир»
- 2024 — «Колыбельная»

### Концертные альбомы
- 2016 — «Живее всех живых»

### Саундтреки
- 2010 — «Еду в Магадан» (OST «Ёлки»)
- 2011 — «Ритмы окон» (OST «Духless»)
- 2011 — Музыка к мини-сериалу «Провокатор» (Рен-ТВ)
- 2012 — «Повезёт» (OST «Джентльмены, удачи!»)
- 2015 — «Memento mori» (OST «Духless 2»)
- 2015 — «Живи настоящим» (OST «Призрак»)
- 2016 — «Я шагаю по Москве» и вся музыка к сериалу «Салам Масква» (Первый канал)

### Концертный состав
- Вася Обломов — акустическая гитара, электрогитара, бит, вокал, речитатив, автор, стихи
- Дмитрий Павлов — соло-гитара
- Дмитрий Карев — аккордеон, флейта, саксофон
- Валентин Тарасов — ударные инструменты.

Периодически концертный состав меняется. В зависимости от занятости музыкантов состав может быть в формате от дуэта до полноценного оркестра с духовыми инструментами.
Последний крупный концерт этого состава был сыгран в клубе «16 тонн» 11 сентября 2021 года.